# Eyzin-Pinet
Pour les articles homonymes, voir Pinet (homonymie).
Eyzin-Pinet est une commune française, située dans le département de l'Isère en région Auvergne-Rhône-Alpes.
Adhérente à la communauté de communes de Vienne Condrieu Agglomération et rattachée au canton de Vienne-2, le village est proche de l'agglomération de Vienne et ses habitants sont appelés les Eyzinois.

## Géographie

### Situation et description
Positionnée à 44 km au sud-est de Lyon, la commune est située dans le Nord-Isère, également dénommé Bas Dauphiné.
Son territoire regroupe une dizaine de hameaux dont les principaux sont le village et Chaumont et est traversée par un affluent du Rhône, la Gère.
Sa topographie est partagée entre des collines recouvertes de forêts, riches en pins, une vallée et une plaine agricole.

### Hydrographie
Le territoire communal est traversé par la Gère, un affluent du Rhône, d'une longueur de 34,5 km de longueur et deux de ses affluents : le ruisseau de Merdaret d'une longueur de 4,7 km et la Suze, d'une longueur de 10,3 km.

### Climat
Pour des articles plus généraux, voir Climat d'Auvergne-Rhône-Alpes et Climat de l'Isère.
En 2010, le climat de la commune est de type climat océanique altéré, selon une étude du Centre national de la recherche scientifique s'appuyant sur une série de données couvrant la période 1971-2000. En 2020, Météo-France publie une typologie des climats de la France métropolitaine dans laquelle la commune est dans une zone de transition entre le climat semi-continental et le climat de montagne et est dans la région climatique  Moyenne vallée du Rhône, caractérisée par un bon ensoleillement en été (fraction d’insolation > 60 %), une forte amplitude thermique annuelle (4 à 20 °C), un air sec en toutes saisons, orageux en été, des vents forts (mistral), une pluviométrie élevée en automne (250 à 300 mm). 
Pour la période 1971-2000, la température annuelle moyenne est de 11,8 °C, avec une amplitude thermique annuelle de 17,7 °C. Le cumul annuel moyen de précipitations est de 906 mm, avec 8,8 jours de précipitations en janvier et 6,1 jours en juillet. Pour la période 1991-2020, la température moyenne annuelle observée sur la station météorologique de Météo-France la plus proche, « Reventin », sur la commune de Reventin-Vaugris à 12 km à vol d'oiseau, est de 12,9 °C et le cumul annuel moyen de précipitations est de 775,7 mm,. Pour l'avenir, les paramètres climatiques de la commune estimés pour 2050 selon différents scénarios d'émission de gaz à effet de serre sont consultables sur un site dédié publié par Météo-France en novembre 2022.

### Voies de communication
Le territoire communal est traversé par l'ancienne route nationale 538, déclassée en RD538 et qui relie Vienne à Beaurepaire, Crest, Nyons et Cavaillon. Cette route qui taverse le hameau du Chamboud sert aussi d'itinéraire bis, alternatif à l'autoroute A7 ou à la route nationale 7.

## Urbanisme

### Typologie
Au 1er janvier 2024, Eyzin-Pinet est catégorisée commune rurale à habitat dispersé, selon la nouvelle grille communale de densité à sept niveaux définie par l'Insee en 2022.
Elle est située hors unité urbaine. Par ailleurs la commune fait partie de l'aire d'attraction de Lyon, dont elle est une commune de la couronne,. Cette aire, qui regroupe 397 communes, est catégorisée dans les aires de 700 000 habitants ou plus (hors Paris),.

### Occupation des sols
L'occupation des sols de la commune, telle qu'elle ressort de la base de données européenne d’occupation biophysique des sols Corine Land Cover (CLC), est marquée par l'importance des territoires agricoles (70,8 % en 2018), en diminution par rapport à 1990 (74,1 %). La répartition détaillée en 2018 est la suivante : 
terres arables (38,3 %), forêts (25,1 %), zones agricoles hétérogènes (21,1 %), prairies (11,4 %), zones urbanisées (3,2 %), mines, décharges et chantiers (1 %). L'évolution de l’occupation des sols de la commune et de ses infrastructures peut être observée sur les différentes représentations cartographiques du territoire : la carte de Cassini (XVIIIe siècle), la carte d'état-major (1820-1866) et les cartes ou photos aériennes de l'IGN pour la période actuelle (1950 à aujourd'hui).

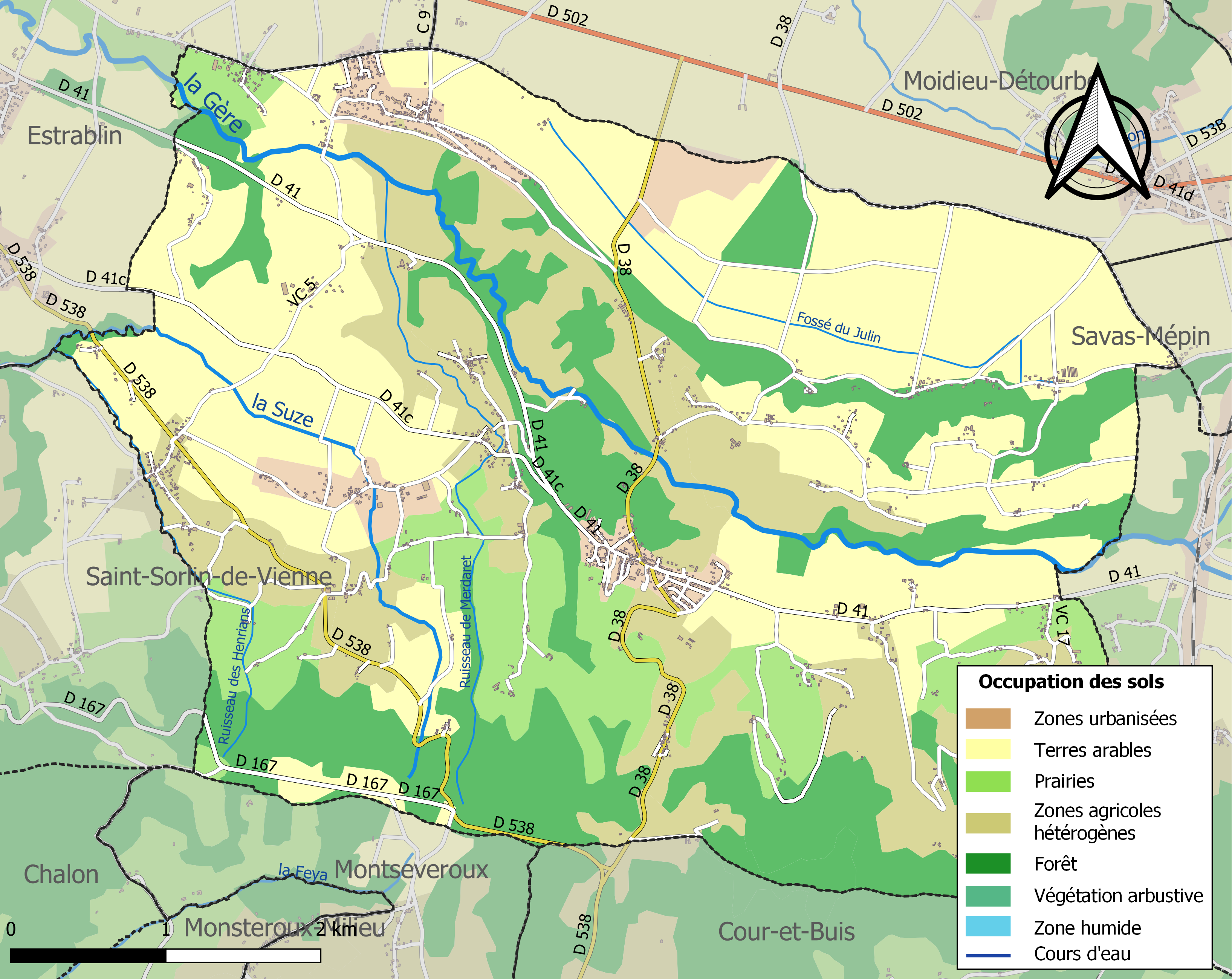
Carte des infrastructures et de l'occupation des sols de la commune en 2018 (CLC).

### Risques naturels et technologiques

#### Risques sismiques
La totalité du territoire de la commune d'Eyzin-Pinet est située en zone de sismicité n°3 (sur une échelle de 1 à 5), comme la plupart des communes de son secteur géographique.
| Type de zone | Niveau            | Définitions (bâtiment à risque normal) |
| ------------ | ----------------- | -------------------------------------- |
| Zone 3       | Sismicité modérée | accélération = 1,1 m/s2                |

## Histoire

### Antiquité
Le secteur actuel d'Eyzin-Pinet et du secteur du Nord-Isère se situe à l'ouest du territoire antique des Allobroges, ensemble de tribus gauloises occupant l'ancienne Savoie, ainsi que la partie du Dauphiné, située au nord de la rivière Isère.
Son histoire est largement marquée par l'époque gallo-romaine. En effet, deux aqueducs, découverts en 1898, permettaient d'alimenter en eau la ville de Vienne à partir du village d'Eyzin.

### Moyen Âge
En 1080, le village s'appelait Aysinis-Pinet Pineto. Il devient « Eyzin » puis « Eyzin-Pinet » le 14 mai 1823. Auparavant Pinet était plus important qu'Eyzin qui n'avait qu'une seule maison.
Au Moyen Âge, Pinet était le chef-lieu d'un mandement composé de 12 paroisses : approximativement la rive gauche de la Gère (affluent du Rhône) depuis le site de Gémens (quartier de la commune d'Estrablin, limitrophe d'Eyzin) ainsi que Chaumont (hameau d'Eyzin-Pinet). Le château est visité lors de l'enquête de 1339. Il est entre les mains de Drevet des Vaux qui la hérité ainsi que la terre de Beauvoir de son oncle Guigues de Beauvoir. La famille de Beauvoir le tenait en fief du dauphin ; Guigues de Beauvoir rend hommage le 16 septembre 1310 au dauphin Jean II de Viennois pour le château de Pinet.
Les témoignages diffèrent sur la population du mandement, le curé de Pinet, Jacques d'Hières (« de Eriis ») indique 570 feux alors que le damoiseau, noble Guillaume d'Anjou résident du château de Pinet, l'estime entre 900 et 1 000 feux et Pierre du Bourg, moine du monastère de Saint-André de Vienne et prieur d'Eyzin, avance également le chiffre de 900 feux.
De nature très diverse, son patrimoine historique demande à être préservé tant pour le sauver de la dégradation que de l'oubli.

## Politique et administration

### Administration municipale
Le conseil municipal d'Eyzin-Pinet compte dix-huit membres dont un maire, cinq adjoint au maire, deux conseillers délégués et onze conseillers municipaux.

### Liste des maires
| Période                                  | Période   | Identité                   | Étiquette | Qualité                                  |
| ---------------------------------------- | --------- | -------------------------- | --------- | ---------------------------------------- |
| 1790                                     | 1794      | Pierre Boisset             |           |                                          |
| 1794                                     | 1795      | Claude Gemelas             |           |                                          |
| 1795                                     | 1800      | Pierre Boisset             |           |                                          |
| 1800                                     | 1800      | François Ronjat            |           |                                          |
| 1800                                     | 1808      | Pierre Boisset             |           |                                          |
| 1808                                     | 1814      | Godefroy Comte de Sallmard |           |                                          |
| 1814                                     | 1815      | Raymond Comte de Sallmard  |           |                                          |
| 1815                                     | 1816      | Pierre Boisset             |           |                                          |
| 1816                                     | 1822      | Raymond Comte de Sallmard  |           |                                          |
| 1822                                     | 1830      | Godefroy Comte de Sallmard |           |                                          |
| 1830                                     | 1831      | Pierre Boisset             |           |                                          |
| 1831                                     | 1834      | Jean-Jacques Bovier        |           |                                          |
| 1834                                     | 1842      | Jean-François Richet       |           |                                          |
| 1842                                     | 1846      | Arnaud de Miol Flavard     |           |                                          |
| 1846                                     | 1848      | Marcel Bovier              |           |                                          |
| 1848                                     | 1861      | Jean-Joseph Bovier         |           |                                          |
| 1861                                     | 1878      | Raymond Comte de Sallmard  |           |                                          |
| 1878                                     | 1896      | Antoine Louis Rochat       |           |                                          |
| 1896                                     | 1908      | Jean Christophle           |           |                                          |
| 1908                                     | 1909      | Jean-Siméon Nivel          |           |                                          |
| 1909                                     | 1912      | Jean-Louis Decourt         |           |                                          |
| mars 1912                                | 1944      | Eugène Cote                |           |                                          |
| 1944                                     | 1947      | Pierre-Geoffroy Rostaing   |           | Adjoint remplace le maire démissionnaire |
| 1947                                     | mars 1950 | Eugène Cote                |           |                                          |
| mars 1950                                | mars 1956 | Léon Ronjat                |           |                                          |
| mars 1956                                | mars 1972 | Lucien Millet              |           |                                          |
| mars 1972                                | mars 1977 | Marcel Plantier            |           |                                          |
| mars 1977                                | mars 1983 | Christian Arnaud           |           |                                          |
| mars 1983                                | mars 2014 | Jean-Claude Jars           |           |                                          |
| mars 2014                                | En cours  | Christian Janin            | SE        | Chef d'entreprise                        |
| Les données manquantes sont à compléter. |           |                            |           |                                          |

## Population et société

### Démographie
L'évolution du nombre d'habitants est connue à travers les recensements de la population effectués dans la commune depuis 1793. Pour les communes de moins de 10 000 habitants, une enquête de recensement portant sur toute la population est réalisée tous les cinq ans, les populations de référence des années intermédiaires étant quant à elles estimées par interpolation ou extrapolation. Pour la commune, le premier recensement exhaustif entrant dans le cadre du nouveau dispositif a été réalisé en 2007.

En 2022, la commune comptait 2 301 habitants, en évolution de +3,28 % par rapport à 2016 (Isère : +3,07 %, France hors Mayotte : +2,11 %).
| 1793  | 1800  | 1806  | 1821  | 1831  | 1836  | 1841  | 1846  | 1851  |
| ----- | ----- | ----- | ----- | ----- | ----- | ----- | ----- | ----- |
| 1 642 | 1 272 | 1 417 | 1 444 | 1 526 | 1 670 | 1 753 | 1 840 | 1 791 |

| 1856  | 1861  | 1866  | 1872  | 1876  | 1881  | 1886  | 1891  | 1896  |
| ----- | ----- | ----- | ----- | ----- | ----- | ----- | ----- | ----- |
| 1 632 | 1 675 | 1 593 | 1 427 | 1 411 | 1 336 | 1 353 | 1 370 | 1 320 |

| 1901  | 1906  | 1911  | 1921  | 1926  | 1931  | 1936  | 1946 | 1954  |
| ----- | ----- | ----- | ----- | ----- | ----- | ----- | ---- | ----- |
| 1 310 | 1 321 | 1 206 | 1 191 | 1 125 | 1 101 | 1 042 | 997  | 1 003 |

| 1962 | 1968 | 1975  | 1982  | 1990  | 1999  | 2006  | 2007  | 2012  |
| ---- | ---- | ----- | ----- | ----- | ----- | ----- | ----- | ----- |
| 957  | 973  | 1 055 | 1 258 | 1 502 | 1 816 | 2 067 | 2 097 | 2 155 |

| 2017  | 2022  | - | - | - | - | - | - | - |
| ----- | ----- | - | - | - | - | - | - | - |
| 2 252 | 2 301 | - | - | - | - | - | - | - |

### Enseignement
La commune est rattachée à l'académie de Grenoble (Zone A). Celle-ci héberge et gère une école primaire et une école maternelle sur son territoire.

### Médias
Historiquement, le quotidien à grand tirage Le Dauphiné libéré consacre, chaque jour, y compris le dimanche, dans son édition du Nord-Isère, un ou plusieurs articles à l'actualité du canton et quelquefois de la commune, ainsi que des informations sur les éventuelles manifestations locales, les travaux routiers, et autres événements divers à caractère local.
La commune est située sur l'aire de diffusion de radio Ici Isère, une radio publique qui émet sur l'ensemble du territoire du département de l'Isère.

### Cultes
La communauté catholique et l'église d'Eyzin-Pinet (propriété de la commune) sont desservies par la paroisse Sainte Mère Teresa en Viennois, elle-même rattachée au diocèse de Grenoble-Vienne.

## Culture et patrimoine

### Patrimoine architectural

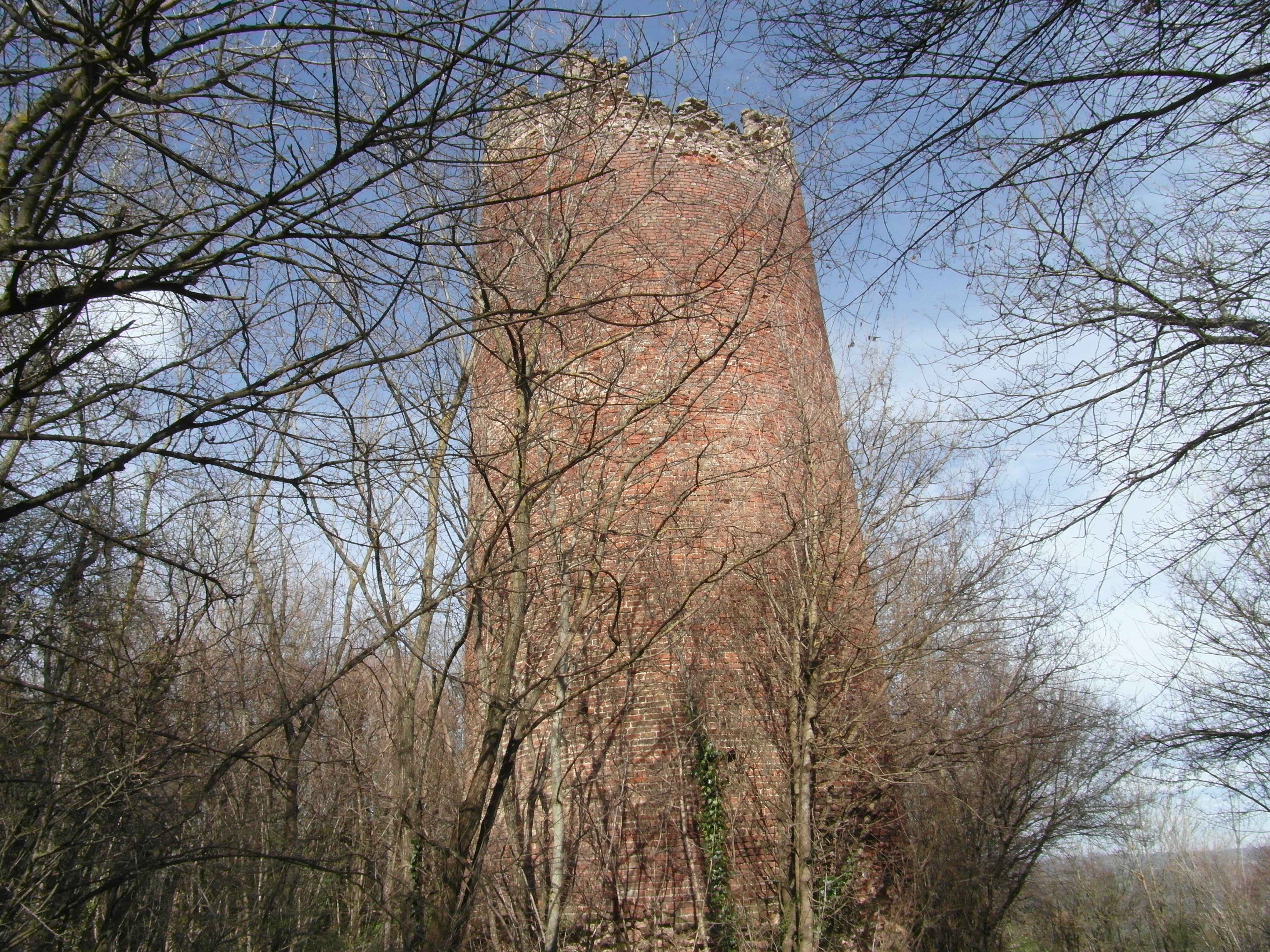
La tour de Pinet

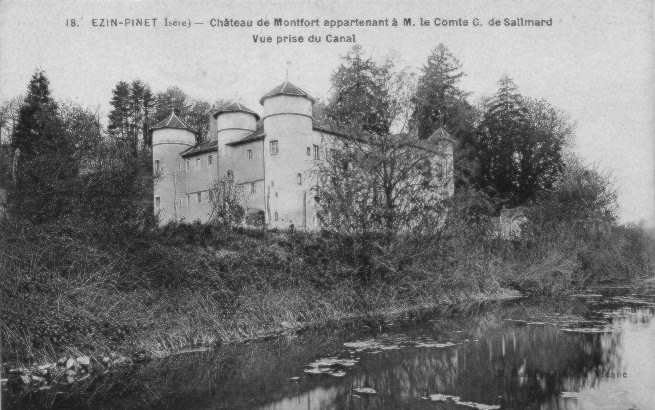
Le château de Montfort sur une carte postale ancienne

La commune possède deux églises datant du XIXe siècle ainsi que quelques monuments remarquables dont le donjon d'un ancien château-fort médiéval.
- Église Saint-Barthélemy de Chaumont.
- Église de l'Assomption d'Eyzin-Pinet.

#### La tour de Pinet
Ce donjon est le vestige en grande partie ruinée de l'ancien château fort du XIIIe siècle ayant appartenu à la famille Pinet et possédée en 1081 par le chevalier Bérillon, apparenté à la Famille de La Tour du Pin. Le château fut ensuite la possession des seigneurs de Beauvoir avant de passer aux mains des dauphins de Viennois.

#### Le château de Montfort
L'édifice date des XIVe et XVe siècles remanié au XVIIIe siècle ;

#### La gentilhommière des Lambert
Situé au lieu-dit Saint-Marcel, le bâtiment date du XVe siècle.

### Patrimoine naturel
La forêt domaniale des Blaches classée en zone naturelle d'intérêt écologique, faunistique et floristique (ZNIEFF) dans son ensemble et qui héberge de nombreuses espèces animales et végétales.
De nombreux chemins balisés pour les piétons et les chevaux traversent les forêts, les pinèdes et les étangs.

### Eyzin-Pinet dans les Arts

#### Dans la littérature
Jean Echenoz, dans son roman Nous trois paru en 1992, situe un épisode de son histoire dans un hôtel-restaurant d'Eyzin-Pinet où deux de ses personnages principaux passent une nuit après avoir réchappé à une catastrophe naturelle.

### Personnalités liées à la commune
- Jean Christophle, viticulteur, maire d'Eyzin-Pinet et député de l'Isère de 1898 à 1902

### Héraldique
| Blason de Eyzin-Pinet | Blason  | Écartelé, les quatre quartiers bordés d'un filet d'or : au premier d'azur à la tour du lieu d'argent maçonnée de sable, ajourée du champ, mouvant de la pointe, au deuxième d'azur aux deux monts de sinople mouvant des flancs, l'un derrière l'autre, à l'arbre arraché d'argent brochant sur le tout, au troisième de sinople à l'épi de blé d'or posé en barre, au quatrième d'azur au dauphin d'argent ; le tout posé sur une champagne d'argent chargée d'une rivière d'azur mouvant de la pointe et d'un pont droit de trois arches aussi d'argent maçonné de sable mouvant du trait de la champagne, des flancs et de la pointe. |
| Blason de Eyzin-Pinet | Détails | Le statut officiel du blason reste à déterminer. |